# 자럼현
자럼현(베트남어: Huyện Gia Lâm / 縣嘉林)은 베트남 하노이의 행정 구역이다. 면적은 108,4466km2이다. 2003년 이전까지 이곳은 롱비엔군에 속해 있었다. 롱비엔 다리, 자럼 공항, 자럼 역, 자럼 버스역, 베트남 항공의 본부가 있다.

## 행정구역
자럼현은 2개의 티쩐(市鎭)과 20개의 싸(社) 행정 단위로 구분된다.

### 티쩐
- 옌비엔 (Yên Viên / 安員)
- 쩌우꾸이 (Trâu Quỳ /鄒葵) - 현청

### 싸
- 레지 (Lệ Chi /茘枝)
- 끼에우끼 (Kiêu Kỵ /驍騎)
- 딩쑤옌 (Đình Xuyên /亭川)
- 즈엉하 (Dương Hà /陽河)
- 닝히엡 (Ninh Hiệp /寧協)
- 밧짱 (Bát Tràng /鉢塲)
- 낌선 (Kim Sơn / 金山)
- 꼬비 (Cổ Bi / 古碑)
- 즈엉 (Dương Xá /陽舍)
- 즈엉꽝 (Dương Quang / 陽光)
- 다똔 (Đa Tốn /多遜)
- 푸티 (Phú Thị / 富市)
- 당싸 (Đặng Xá /鄧舍)
- 낌란 (Kim Lan /金蘭)
- 반둑 (Văn Đức /文德)
- 옌비엔 (Yên Viên / 安員)
- 동주 (Đông Dư /東畬)
- 옌트엉 (Yên Thường /安常)
- 푸동 (Phù Đổng /扶董)
- 쭝마우 (Trung Mầu / 中侔)

## 교통

### 철도
- 베트남 철도 : 하노이-라오까이 선, 하노이-동당 선, 하노이-꽌찌에우 선이 이 역을 경유한다.
  - 옌비엔 역 (Ga Yên Viên)
    - 하노이-동당 선
    - 옌비엔-까이란 선 (프로젝트)
    - 하노이-라오까이 선

  - 푸투이 역 (Ga Phú Thụy)
    - 하노이-하이퐁 선

### 고속도로
- 국도 제1A호선
- 5번 고속도로
- 3번 고속도로
- 17번 고속도로
- 18B 고속도로
- 반다이 3번 도로
- 하노이 - 하이퐁 고속도로
- 하노이 - 랑선 고속도로
- 하노이 - 타이응우옌 고속도로

자럼현을 관통하는 도시 철도 프로젝트는 1호선, 8호선이 있으며, 현재 1호선이 건설 중이다.